# 멋진 하루
"멋진 하루"는 이윤기 감독의 2008년 대한민국 영화이다.

## 캐스팅
- 전도연 : 김희수 역
- 하정우 : 조병운 역
- 김혜옥 : 한 여사 역
- 김중기 : 사촌 역
- 김영민 : 대희 역
- 신영진 : 사촌 부인 역
- 조시내 : 지도 선생님 역
- 정우혁 : 경마장 남자 역
- 이승연 : 경마장 여자 역
- 김승훈 : 강 대리 역
- 김주령 : 소연 엄마 역
- 장소연 : 은정 역
- 오지은 : 박세미 역
- 김희정 : 소연 역
- 정우혁 : 경마장 남자 역
- 박진수 : 경마장 남자 직원 역
- 이우진 : 경마장 남자 A 역
- 기주봉 : 사촌집 남자 1 역 (특별출연)
- 최일화 : 사촌집 남자 2 역 (특별출연)
- 이장욱 : 사촌집 남자 3 역 (특별출연)
- 한효주 : 버스 정거장 여 / 전화 목소리 역 (특별출연)
- 서동원 : 사촌집의 남자 역 (특별출연)
- 서혜원 : 사촌집의 여자 역 (특별출연)
- 김종원 : 경마장 조는 남자 역 (특별출연)
- 진용욱 : 경마장 비상구 남자 역 (특별출연)
- 여민구 : 난폭운전자 역 (특별출연)

## 수상
- 제18회 부일영화상 남우주연상 - 하정우
- 제10회 부산영화평론가협회상 남우주연상 - 하정우
- 제45회 백상예술대상 영화감독상 - 이윤기